# بطولة الأمم الرئيسية 1887
بطولة الأمم الرئيسية 1887 (بالإنجليزية: 1887 Home Nations Championship)‏ هو الموسم 5 من  بطولة الأمم الرئيسية. كان عدد الأندية المشاركة فيه  4، وفاز فيه منتخب اسكتلندا الوطني لاتحاد الرغبي.